# Германия на зимних Олимпийских играх 2018
Германия на зимних Олимпийских играх 2018 года была представлена 146 спортсменами в 6 видах спорта. Единственным видом спорта, в котором немецкие спортсмены не приняли участие, стал кёрлинг. На церемонии открытия Игр право нести национальный флаг было доверено олимпийскому чемпиону в лыжном двоеборье Эрику Френцелю, а на церемонии закрытия — хоккеисту Кристиану Эрхоффу, который в составе сборной стал серебряным призёром мужского турнира. По итогам соревнований на счету немецких спортсменов было 14 золотых, 10 серебряных и 7 бронзовых медалей, что позволило сборной Германии занять 2-е место в неофициальном медальном зачёте.

## Медали
| Золото  | |                                                                  |            |
| №       | Спортсмены | Вид спорта (дисциплина)                                          | Дата       |
| 1       | Лаура Дальмайер | Биатлон (спринт, женщины)                                        | 10 февраля |
| 2       | Андреас Веллингер | Прыжки на лыжах с трамплина (нормальный трамплин, мужчины)       | 10 февраля |
| 3       | Арнд Пайффер | Биатлон (спринт, мужчины)                                        | 11 февраля |
| 4       | Лаура Дальмайер | Биатлон (гонка преследования, женщины)                           | 12 февраля |
| 5       | Натали Гайзенбергер | Санный спорт (одноместные сани, женщины)                         | 13 февраля |
| 6       | Эрик Френцель | Лыжное двоеборье (нормальный трамплин/10 км, мужчины)            | 14 февраля |
| 7       | Тобиас Вендль Тобиас Арльт | Санный спорт (двухместные сани, мужчины)                         | 14 февраля |
| 8       | Натали Гайзенбергер Йоханнес Людвиг Тобиас Вендль / Тобиас Арльт | Санный спорт (смешанная эстафета)                                | 15 февраля |
| 9       | Алёна Савченко Бруно Массо | Фигурное катание (парное катание)                                | 15 февраля |
| 10      | Франческо Фридрих Торстен Маргис | Бобслей (двойки, мужчины)                                        | 19 февраля |
| 11      | Йоханнес Ридзек | Лыжное двоеборье (большой трамплин/10 км, мужчины)               | 20 февраля |
| 12      | Мариама Яманка Лиза Буквиц | Бобслей (двойки, женщины)                                        | 21 февраля |
| 13      | Винценц Гайгер Фабиан Риссле Эрик Френцель Йоханнес Ридзек | Лыжное двоеборье (эстафета, мужчины)                             | 22 февраля |
| 14      | Франческо Фридрих Канди Бауэр Мартин Гроткопп Торстен Маргис | Бобслей (четвёрки, мужчины)                                      | 25 февраля |
| Серебро | |                                                                  |            |
| №       | Спортсмены | Вид спорта (дисциплина)                                          | Дата       |
| 1       | Катарина Альтхаус | Прыжки на лыжах с трамплина (нормальный трамплин, женщины)       | 12 февраля |
| 2       | Даяна Айтбергер | Санный спорт (одноместные сани, женщины)                         | 13 февраля |
| 3       | Андреас Веллингер | Прыжки на лыжах с трамплина (большой трамплин, мужчины)          | 17 февраля |
| 4       | Жаклин Лёллинг | Скелетон (женщины)                                               | 17 февраля |
| 5       | Симон Шемпп | Биатлон (масс-старт, мужчины)                                    | 18 февраля |
| 6       | Карл Гайгер Штефан Лайхе Рихард Фрайтаг Андрекас Веллингер | Прыжки на лыжах с трамплина (большой трамплин, команды, мужчины) | 19 февраля |
| 7       | Фабиан Риссле | Лыжное двоеборье (большой трамплин/10 км, мужчины)               | 20 февраля |
| 8       | Селина Йорг | Сноуборд (параллельный гигантский слалом, женщины)               | 24 февраля |
| 9       | Нико Вальтер Кевин Куске Александр Рёдигер Эрик Франке | Бобслей (четвёрки, мужчины)                                      | 25 февраля |
| 10      | Мужская сборная по хоккею с шайбой Синан Акдаг Данни Аус ден Биркен Дэрил Бойл Давид Вольф Марцель Гоч Янник Зайденберг Доминик Кахун Маркус Кинк Бьорн Крупп Франк Мауэр Брукс Мацек Йонас Мюллер Мориц Мюллер Марцель Нёбельс Тимо Пильмайер Маттиас Плахта Леонард Пфедерль Патрик Раймер Геррит Фаузер Патрик Хагер Франк Хёрдлер Феликс Шютц Деннис Эндарс Язин Элиц Кристиан Эрхофф | Хоккей (мужчины)                                                 | 25 февраля |
| Бронза  | |                                                                  |            |
| №       | Спортсмены | Вид спорта (дисциплина)                                          | Дата       |
| 1       | Йоханнес Людвиг | Санный спорт (одноместные сани, мужчины)                         | 11 февраля |
| 2       | Бенедикт Долль | Биатлон (гонка преследования, мужчины)                           | 12 февраля |
| 3       | Тони Эггерт Саша Бенеккен | Санный спорт (двухместные сани, мужчины)                         | 14 февраля |
| 4       | Лаура Дальмайер | Биатлон (индивидуальная гонка, женщины)                          | 15 февраля |
| 5       | Эрик Френцель | Лыжное двоеборье (большой трамплин/10 км, мужчины)               | 20 февраля |
| 6       | Эрик Лессер Бенедикт Долль Арнд Пайффер Симон Шемпп | Биатлон (эстафета, мужчины)                                      | 23 февраля |
| 7       | Рамона Хофмайстер | Сноуборд (параллельный гигантский слалом, женщины)               | 24 февраля |

## Состав сборной
16 января состоялось первое объявление участников Олимпийских игр от Германии. Для участия в Играх были выбраны 43 спортсмена в трёх видах спорта (хоккей, санный спорт. фигурное катание), в число которых вошли саночники Феликс Лох, Тобиас Арльт, Тобиас Вендль и Натали Гайзенбергер, каждый из которых на Играх 2014 года в Сочи завоевал по две золотые медали. Всего в заявку сборной Германии для участия в Играх 2018 года вошли 153 спортсмена (94 мужчины и 59 женщин), которые выступят в 14 олимпийских дисциплинах.
 Биатлон
1. Бенедикт Долль
2. Йоханнес Кюн
3. Эрик Лессер
4. Арнд Пайффер
5. Симон Шемпп
6. Лаура Дальмайер
7. Франциска Пройс
8. Марен Хаммершмидт
9. Дениз Херрман
10. Франциска Хильдебранд
11. Ванесса Хинц

 Бобслей
1. Канди Бауэр
2. Нико Вальтер
3. Кристофер Вебер
4. Мартин Гроткопп
5. Кевин Куске
6. Йоханнес Лохнер
7. Торстен Маргис
8. Кристиан Позер
9. Кристиан Расп
10. Александр Рёдигер
11. Эрик Франке
12. Франческо Фридрих
13. Лиза Буквиц
14. Мариама Яманка
15. Анника Драцек
16. Анна Кёлер
17. Эрлин Нольте
18. Штефани Шнайдер

 Горнолыжный спорт
1. Фриц Допфер
2. Томас Дрессен
3. Андреас Зандер
4. Йозеф Ферстль
5. Александер Шмид
6. Линус Штрассер
7. Кира Вайдле
8. Марина Валлнер
9. Кристина Гайгер
10. Лена Дюрр
11. Виктория Ребенсбург

 Конькобежный спорт
1. Патрик Беккерт
2. Мориц Гайсрайтер
3. Йоэль Дуфтер
4. Нико Иле
5. Юдит Даннауэр
6. Роксанне Дуфтер
7. Клаудия Пехштайн
8. Михелле Уриг
9. Габриэле Хиршбихлер

 Лыжное двоеборье
1. Винценц Гайгер
2. Йоханнес Ридзек
3. Фабиан Риссле
4. Эрик Френцель

 Лыжные гонки
1. Себастьян Айзенлауэр
2. Томас Бинг
3. Лукас Бёгл
4. Йонас Доблер
5. Андреас Кац
6. Штефани Бёлер
7. Виктория Карл
8. Ханна Кольб
9. Сандра Рингвальд
10. Николь Фессель
11. Катарина Хеннинг
12. Элизабет Шихо

 Прыжки на лыжах с трамплина
1. Маркус Айзенбихлер
2. Андреас Веллингер
3. Карл Гайгер
4. Штефан Лайе
5. Рихард Фрайтаг
6. Катарина Альтхаус
7. Юлиане Зайфарт
8. Карина Фогт
9. Рамона Штрауб

 Санный спорт
1. Тобиас Арльт
2. Саша Бенеккен
3. Тобиас Вендль
4. Анди Лангенхан
5. Феликс Лох
6. Йоханнес Людвиг
7. Тони Эггерт
8. Даяна Айтбергер
9. Натали Гайзенбергер
10. Татьяна Хюфнер

 Скелетон
1. Александер Гасснер
2. Кристофер Гротхер
3. Аксель Юнг
4. Жаклин Лёллинг
5. Анна Фернштедт
6. Тина Херман

 Сноуборд
1. Штефан Баумайстер
2. Пауль Берг
3. Александр Бергман
4. Патрик Бусслер
5. Мартин Нёрль
6. Йоханнес Хёпфль
7. Константин Шад
8. Анке Вёрер
9. Селина Йорг
10. Каролин Лангенхорст
11. Сильвия Миттермюллер
12. Яна Фишер
13. Рамона Хофмайстер

 Фигурное катание
1. Рубен Бломмерт
2. Бруно Массо
3. Панайотис Полицоакис
4. Пауль Фенц
5. Кавита Лоренц
6. Алёна Савченко
7. Анника Хокке
8. Николь Шотт

 Фристайл
1. Флориан Вильмсман
2. Тим Хронек
3. Пауль Эккерт
4. Юлия Айхингер
5. Леа Буар
6. Сабрина Какмакли
7. Кея Кюнель
8. Катарина Фёрстер

 Хоккей
1. Зинан Акдаг
2. Данни аус ден Биркен
3. Дарил Бойл
4. Давид Вольф
5. Марцель Гоч
6. Янник Зайденберг
7. Доминик Кахун
8. Маркус Кинк
9. Бьорн Крупп
10. Франк Мауэр
11. Брокс Мацек
12. Йонас Мюллер
13. Мориц Мюллер
14. Марцель Нобельс
15. Тимо Пильмайер
16. Маттиас Плахта
17. Леонард Пфедерль
18. Патрик Раймер
19. Геррит Фаузер
20. Патрик Хагер
21. Франк Хёрдлер
22. Феликс Шютц
23. Деннис Эндрас
24. Ясин Эрлиц
25. Кристиан Эрхофф

 Шорт-трек
1. Бианка Вальтер
2. Анна Зайдель

Также на Игры были заявлены двоеборец Бьёрн Кирхайзен, горнолыжники Мануэль Шмид, Михаэла Вениг и Ессика Хилцингер, а также лыжники Томас Вик, Флориан Ноц, Анне Винклер и Пиа Финк, однако они не приняли участие ни в одной из олимпийских дисциплин.

## Результаты соревнований

### Биатлон
Большинство олимпийских лицензий на Игры 2018 года были распределены по результатам выступления стран в зачёт Кубка наций в рамках Кубка мира 2016/2017. По его результатам сборная Германии заняла 1-е место, как в мужском зачёте, так и в женском. Благодаря этому результату НОК Германии получил право заявить для участия в соревнованиях максимально возможное количество биатлонистов. При этом в одной дисциплине страна может выставить не более четырёх биатлонистов. Помимо Германии такого же результата смогли добиться только спортсмены Франции.
Мужчины
| Соревнование         | Спортсмены                                          | Стрельба                             | Время                                     | Место           | Отставание                       |
| -------------------- | --------------------------------------------------- | ------------------------------------ | ----------------------------------------- | --------------- | -------------------------------- |
| спринт               | Арнд Пайффер                                        | 0+0                                  | 23:38,8                                   | 1               | +0,0                             |
| спринт               | Бенедикт Долль                                      | 0+1                                  | 23:56,4                                   | 6               | +17,6                            |
| спринт               | Симон Шемпп                                         | 0+1                                  | 24:00,2                                   | 7               | +21,4                            |
| спринт               | Эрик Лессер                                         | 0+1                                  | 24:10,7                                   | 11              | +31,9                            |
| гонка преследования  | Бенедикт Долль                                      | 0+1+0+0                              | 33:06,8                                   | 3               | +15,1                            |
| гонка преследования  | Симон Шемпп                                         | 0+0+1+2                              | 33:54,4                                   | 5               | +1:02,7                          |
| гонка преследования  | Арнд Пайффер                                        | 0+0+1+2                              | 34:05,8                                   | 8               | +1:14,1                          |
| гонка преследования  | Эрик Лессер                                         | 0+0+1+1                              | 34:27,6                                   | 11              | +1:35,9                          |
| индивидуальная гонка | Эрик Лессер                                         | 0+1+0+0                              | 49:31,1                                   | 9               | +1:27,3                          |
| индивидуальная гонка | Арнд Пайффер                                        | 0+0+3+0                              | 50:29,6                                   | 21              | +2:25,8                          |
| индивидуальная гонка | Симон Шемпп                                         | 2+2+0+0                              | 51:54,8                                   | 36              | +3:51,0                          |
| индивидуальная гонка | Йоханнес Кюн                                        | 1+1+1+3                              | 53:36,6                                   | 58              | +5:32,8                          |
| масс-старт           | Симон Шемпп                                         | 0+0+0+1                              | 35:47,3                                   | 2               | +0,0                             |
| масс-старт           | Эрик Лессер                                         | 0+0+0+2                              | 35:58,9                                   | 4               | +11,6                            |
| масс-старт           | Бенедикт Долль                                      | 0+0+1+0                              | 36:06,1                                   | 5               | +18,8                            |
| масс-старт           | Арнд Пайффер                                        | 1+0+1+2                              | 36:47,5                                   | 13              | +1:00,2                          |
| эстафета 4×7,5 км    | Эрик Лессер Бенедикт Долль Арнд Пайффер Симон Шемпп | 3+10 0+0 0+1 0+0 2+3 0+0 0+0 0+3 1+3 | 1:17:23,6 18:23,6 19:48,2 18:23,8 20:48,0 | · 1 · 5 · 3 · 3 | +2:07,1 +0,0 +37,2 +13,7 +2:07,1 |

Женщины
| Соревнование         | Спортсмены                                                          | Стрельба                     | Время                                     | Место     | Отставание                          |
| -------------------- | ------------------------------------------------------------------- | ---------------------------- | ----------------------------------------- | --------- | ----------------------------------- |
| спринт               | Лаура Дальмайер                                                     | 0+0                          | 21:06,2                                   | 1         | +0,0                                |
| спринт               | Ванесса Хинц                                                        | 0+1                          | 21:46,5                                   | 5         | +40,3                               |
| спринт               | Франциска Хильдебранд                                               | 0+1                          | 21:59,9                                   | 12        | +53,7                               |
| спринт               | Дениз Херрман                                                       | 0+2                          | 22:25,8                                   | 21        | +1:19,6                             |
| гонка преследования  | Лаура Дальмайер                                                     | 0+1+0+0                      | 30:35,0                                   | 1         | +0,0                                |
| гонка преследования  | Дениз Херрман                                                       | 1+0+0+1                      | 31:54,7                                   | 6         | +1:19,4                             |
| гонка преследования  | Франциска Хильдебранд                                               | 2+1+0+0                      | 32:36,5                                   | 12        | +2:01,2                             |
| гонка преследования  | Ванесса Хинц                                                        | 1+1+2+0                      | 32:41,4                                   | 13        | +2:06,1                             |
| индивидуальная гонка | Лаура Дальмайер                                                     | 1+0+0+0                      | 41:48,4                                   | 3         | +41,2                               |
| индивидуальная гонка | Франциска Пройс                                                     | 0+0+0+0                      | 42:06,9                                   | 4         | +59,7                               |
| индивидуальная гонка | Франциска Хильдебранд                                               | 0+1+0+0                      | 43:38,6                                   | 9         | +2:31,4                             |
| индивидуальная гонка | Марен Хаммершмидт                                                   | 1+1+0+1                      | 44:28,0                                   | 17        | +3:20,8                             |
| масс-старт           | Дениз Херрман                                                       | 0+0+2+0                      | 36:27,2                                   | 11        | +1:04,2                             |
| масс-старт           | Франциска Пройс                                                     | 0+0+1+0                      | 36:38,9                                   | 12        | +1:15,9                             |
| масс-старт           | Лаура Дальмайер                                                     | 1+1+0+0                      | 37:10,1                                   | 16        | +1:47,1                             |
| масс-старт           | Ванесса Хинц                                                        | 2+1+0+1                      | 38:52,4                                   | 25        | +3:29,4                             |
| эстафета 4×6 км      | Франциска Пройс Дениз Херрман Франциска Хильдебранд Лаура Дальмайер | 3+11 0+0 1+3 1+3 0+1 0+0 0+1 | 1:12:57,3 17:49,6 19:07,4 18:33,9 17:26,4 | 8 12 11 8 | +53,9 +1:00,6 +1:34,8 +1:12,2 +53,9 |

Смешанная эстафета
| Соревнование       | Спортсмены                                            | Стрельба                    | Время                                     | Место   | Отставание            |
| ------------------ | ----------------------------------------------------- | --------------------------- | ----------------------------------------- | ------- | --------------------- |
| смешанная эстафета | Ванесса Хинц Лаура Дальмайер Эрик Лессер Арнд Пайффер | 1+7 0+0 0+0 0+0 0+1 0+2 1+3 | 1:09:01,5 15:46,3 16:02,3 18:14,7 18:58,2 | 4 2 1 4 | +27,2 +2,2 +0,0 +27,2 |

### Бобслей

#### Бобслей
Квалификация спортсменов для участия в Олимпийских играх осуществлялась на основании рейтинга IBSF (англ. IBSF Ranking) по состоянию на 14 января 2018 года. По его результатам сборная Германии стала одной из двух стран (помимо Канады), кому удалось завоевать максимальное количество олимпийских квот в бобслее.
Мужчины
| Соревнование | Спортсмены                                                   | 1 заезд   | 1 заезд | 2 заезд   | 2 заезд | 3 заезд   | 3 заезд | 4 заезд   | 4 заезд | Итоговый результат | Итоговое место | Отставание |
| Соревнование | Спортсмены                                                   | Результат | Место   | Результат | Место   | Результат | Место   | Результат | Место   | Итоговый результат | Итоговое место | Отставание |
| ------------ | ------------------------------------------------------------ | --------- | ------- | --------- | ------- | --------- | ------- | --------- | ------- | ------------------ | -------------- | ---------- |
| двойки       | Франческо Фридрих Торстен Маргис                             | 49,22     | 5       | 49,46     | 5       | 48,96     | 1       | 49,22     | 2       | 3:16,86            | 1              | +0,00      |
| двойки       | Нико Вальтер Кристиан Позер                                  | 49,12     | 3       | 49,27     | 1       | 49,32     | 6       | 49,35     | 4       | 3:17,06            | 4              | +0,20      |
| двойки       | Йоханнес Лохнер Кристофер Вебер                              | 49,24     | 6       | 49,34     | 2       | 49,09     | 3       | 49,47     | 8       | 3:17,14            | 5              | +0,28      |
| четвёрки     | Франческо Фридрих Канди Бауэр Мартин Гроткопп Торстен Маргис | 48,54     | 1       | 49,01     | 1       | 48,76     | 1       | 49,54     | 3       | 3:15,85            | 1              | +0,00      |
| четвёрки     | Нико Вальтер Кевин Куске Александр Рёдигер Эрик Франке       | 48,74     | 3       | 49,16     | 2       | 48,90     | 4       | 49,58     | 7       | 3:16,38            | 2              | +0,53      |
| четвёрки     | Йоханнес Лохнер Кристофер Вебер Кристиан Позер Кристиан Расп | 48,95     | 6       | 49,26     | 7       | 49,10     | 9       | 49,80     | 17      | 3:17,11            | 8              | +1,26      |

Женщины
| Соревнование | Спортсмены                    | 1 заезд   | 1 заезд | 2 заезд   | 2 заезд | 3 заезд   | 3 заезд | 4 заезд   | 4 заезд | Итоговый результат | Итоговое место | Отставание |
| Соревнование | Спортсмены                    | Результат | Место   | Результат | Место   | Результат | Место   | Результат | Место   | Итоговый результат | Итоговое место | Отставание |
| ------------ | ----------------------------- | --------- | ------- | --------- | ------- | --------- | ------- | --------- | ------- | ------------------ | -------------- | ---------- |
| двойки       | Мариама Яманка Лиза Буквиц    | 50,54     | 2       | 50,72     | 1       | 50,49     | 2       | 50,70     | 1       | 3:22,45            | 1              | +0,00      |
| двойки       | Штефани Шнайдер Анника Драцек | 50,63     | 4       | 50,93     | 5       | 50,71     | 5       | 50,70     | 1       | 3:22,97            | 4              | +0,52      |
| двойки       | Анна Кёлер Эрлин Нольте       | 51,21     | 12      | 51,20     | 11      | 51,46     | 15      | 51,41     | 14      | 3:25,28            | 13             | +2,83      |

#### Скелетон
Квалификация спортсменов для участия в Олимпийских играх осуществлялась на основании рейтинга IBSF (англ. IBSF Ranking) по состоянию на 14 января 2018 года. По его результатам сборная Германии стала обладателем трёх олимпийских квот у мужчин и трёх у женщин.
Мужчины
| Соревнование | Спортсмены         | 1 заезд   | 1 заезд | 2 заезд   | 2 заезд | 3 заезд   | 3 заезд | 4 заезд   | 4 заезд | Итоговый результат | Итоговое место | Отставание |
| Соревнование | Спортсмены         | Результат | Место   | Результат | Место   | Результат | Место   | Результат | Место   | Итоговый результат | Итоговое место | Отставание |
| ------------ | ------------------ | --------- | ------- | --------- | ------- | --------- | ------- | --------- | ------- | ------------------ | -------------- | ---------- |
| мужчины      | Аксель Юнг         | 50,77     | 3       | 51,01     | 9       | 50,83     | 8       | 50,99     | 10      | 3:23,60            | 7              | +3,05      |
| мужчины      | Кристофер Гротхер  | 51,05     | 9       | 51,06     | 11      | 51,01     | 10      | 50,93     | 8       | 3:24,05            | 8              | +3,50      |
| мужчины      | Александер Гасснер | 51,05     | 9       | 51,08     | 12      | 51,04     | 11      | 50,93     | 8       | 3:24,10            | 9              | +3,55      |

Женщины
| Соревнование | Спортсмены     | 1 заезд   | 1 заезд | 2 заезд   | 2 заезд | 3 заезд   | 3 заезд | 4 заезд   | 4 заезд | Итоговый результат | Итоговое место | Отставание |
| Соревнование | Спортсмены     | Результат | Место   | Результат | Место   | Результат | Место   | Результат | Место   | Итоговый результат | Итоговое место | Отставание |
| ------------ | -------------- | --------- | ------- | --------- | ------- | --------- | ------- | --------- | ------- | ------------------ | -------------- | ---------- |
| женщины      | Жаклин Лёллинг | 51,74     | 2       | 52,12     | 4       | 52,04     | 7       | 51,83     | 3       | 3:27,73            | 2              | +0,45      |
| женщины      | Тина Херман    | 51,98     | 4       | 52,31     | 10      | 51,83     | 1       | 51,86     | 4       | 3:27,98            | 5              | +0,70      |
| женщины      | Анна Фернштедт | 51,99     | 5       | 52,17     | 5       | 51,88     | 3       | 52,00     | 6       | 3:28,04            | 6              | +0,76      |

### Коньковые виды спорта

#### Конькобежный спорт
По сравнению с прошлыми Играми в программе конькобежного спорта произошёл ряд изменений. Были добавлены соревнования в масс-старте, где спортсменам необходимо будет преодолеть 16 кругов, с тремя промежуточными финишами, набранные очки на которых помогут в распределении мест, начиная с 4-го. Также впервые с 1994 года конькобежцы будут бежать дистанцию 500 метров только один раз. Распределение квот происходило по итогам первых четырёх этапов Кубка мира. По их результатам был сформирован сводный квалификационный список, согласно которому сборная Германии завоевала олимпийские лицензии на всех дистанциях, за исключением мужского масс-старта и командной гонки преследования.
Мужчины
 Индивидуальные гонки
| Соревнование  | Спортсмены       | Результат | Место | Отставание |
| ------------- | ---------------- | --------- | ----- | ---------- |
| 500 метров    | Нико Иле         | 34,89     | 8     | +0,48      |
| 500 метров    | Йоэль Дуфтер     | 35,506    | 29    | +1,09      |
| 1000 метров   | Нико Иле         | 1:08,93   | 8     | +0,98      |
| 1000 метров   | Йоэль Дуфтер     | 1:09,46   | 14    | +1,51      |
| 5000 метров   | Патрик Беккерт   | 6:17,91   | 10    | +8,15      |
| 5000 метров   | Мориц Гайсрайтер | 6:18,34   | 12    | +8,58      |
| 10 000 метров | Патрик Беккерт   | 13:01,94  | 7     | +22,17     |
| 10 000 метров | Мориц Гайсрайтер | 13:06,35  | 9     | +26,58     |

Женщины
 Индивидуальные гонки
| Соревнование | Спортсмены          | Результат | Место | Отставание |
| ------------ | ------------------- | --------- | ----- | ---------- |
| 500 метров   | Юдит Даннауэр       | 38,534    | 16    | +1,59      |
| 1000 метров  | Габриэле Хиршбихлер | 1:16,03   | 15    | +2,47      |
| 1000 метров  | Юдит Даннауэр       | 1:17,41   | 26    | +3,85      |
| 1000 метров  | Михелле Уриг        | 1:20,81   | 31    | +7,25      |
| 1500 метров  | Габриэле Хиршбихлер | 1:58,24   | 12    | +3,89      |
| 1500 метров  | Роксанне Дуфтер     | 2:00,33   | 24    | +5,98      |
| 3000 метров  | Клаудия Пехштайн    | 4:04,49   | 9     | +5,28      |
| 3000 метров  | Роксанне Дуфтер     | 4:16,87   | 23    | +17,66     |
| 5000 метров  | Клаудия Пехштайн    | 7:05,43   | 8     | +15,20     |

Масс-старт
| Соревнование | Спортсмены       | Полуфинал | Полуфинал | Полуфинал | Полуфинал | Полуфинал | Финал | Финал | Финал   | Финал |
| Соревнование | Спортсмены       | Забег     | Круги     | Очки      | Время     | Место     | Круги | Очки  | Время   | Место |
| ------------ | ---------------- | --------- | --------- | --------- | --------- | --------- | ----- | ----- | ------- | ----- |
| масс-старт   | Клаудия Пехштайн | 1         | 16        | 5         | 8:35,58   | 4 Q       | 16    | 0     | 8:41,45 | 13    |

 Командная гонка
| Соревнование    | Спортсмены                                           | Четвертьфинал | Четвертьфинал | Четвертьфинал | Полуфинал            | Финал                     | Итоговое Место |
| Соревнование    | Спортсмены                                           | Забег         | Время         | Место         | Соперник / Результат | Соперник / Результат      | Итоговое Место |
| --------------- | ---------------------------------------------------- | ------------- | ------------- | ------------- | -------------------- | ------------------------- | -------------- |
| командная гонка | Роксанне Дуфтер Габриэле Хиршбихлер Клаудия Пехштайн | 3             | 3:02,65       | 6 QC          | не участвовали       | Финал C                   | 6              |
| командная гонка | Роксанне Дуфтер Габриэле Хиршбихлер Клаудия Пехштайн | 3             | 3:02,65       | 6 QC          | не участвовали       | Китай · 3:04,67 · П +4,63 | 6              |

#### Фигурное катание
Большинство олимпийских лицензий на Игры 2018 года были распределены по результатам выступления спортсменов в рамках чемпионата мира 2017 года. По его итогам сборная Германии смогла завоевать по одной лицензии в одиночном катании и сразу две в парном, что стало возможным благодаря второму месту Алёны Савченко и Бруно Массо. Для получения недостающих олимпийских квот необходимо было успешно выступить на турнире Nebelhorn Trophy, где нужно было попасть в число 4-6 сильнейших в зависимости от дисциплины. По итогам трёх дней соревнований немецким спортсменам удалось завоевать недостающую лицензию в танцах на льду. Её принесли Кавита Лоренц и Панайотис Полицоакис, занявшие на турнире третье место. Также сборная Германии получила право выступить в командных соревнованиях.
| Соревнование              | Спортсмены                           | Короткая программа | Короткая программа | Произвольная программа | Произвольная программа | Всего        | Всего |
| Соревнование              | Спортсмены                           | Сумма баллов       | Место              | Сумма баллов           | Место                  | Сумма баллов | Место |
| ------------------------- | ------------------------------------ | ------------------ | ------------------ | ---------------------- | ---------------------- | ------------ | ----- |
| мужское одиночное катание | Пауль Фенц                           | 75,63              | 24 Q               | 139,82                 | 22                     | 214,55       | 22    |
| женское одиночное катание | Николь Шотт                          | 59,20              | 14 Q               | 109,26                 | 17                     | 168,46       | 18    |
| парное катание            | Алёна Савченко / Бруно Массо         | 76,59              | 4 Q                | 159,31 WR              | 1                      | 235,90       | 1     |
| парное катание            | Анника Хокке / Рубен Бломмерт        | 63,04              | 16 Q               | 108,94                 | 16                     | 171,98       | 16    |
| танцы на льду             | Кавита Лоренц / Панайотис Полицоакис | 59,99              | 17 Q               | 90,50                  | 16                     | 150,49       | 16    |

Командные соревнования
| Соревнование           | Спортсмены                                                                               | Короткая программа     | Короткая программа     | Короткая программа      | Короткая программа     | Произвольная программа | Произвольная программа | Произвольная программа | Произвольная программа | Всего     | Всего |
| Соревнование           | Спортсмены                                                                               | Мужчины                | Женщины                | Пары                    | Танцы                  | Мужчины                | Женщины                | Пары                   | Танцы                  | Результат | Место |
| ---------------------- | ---------------------------------------------------------------------------------------- | ---------------------- | ---------------------- | ----------------------- | ---------------------- | ---------------------- | ---------------------- | ---------------------- | ---------------------- | --------- | ----- |
| командные соревнования | Пауль Фенц Николь Шотт Алёна Савченко / Бруно Массо Кавита Лоренц / Панайотис Полицоакис | 66,32 9-е место 2 очка | 55,32 8-е место 3 очка | 75,36 3-е место 8 очков | 56,88 8-е место 3 очка | завершили выступление  | завершили выступление  | завершили выступление  | завершили выступление  | 16        | 7     |

#### Шорт-трек
Квалификация на зимние Олимпийские игры в шорт-треке проходила по результатам четырёх этапов Кубка мира 2017/2018. По итогам этих турниров был сформирован олимпийский квалификационный лист, согласно которому немецкая сборная получила право заявить для участия в Играх одного мужчину и двух женщин, однако позднее отказались от мужской лицензии.
Женщины
| Соревнование | Спортсмены     | Отборочный раунд | Отборочный раунд | Отборочный раунд | Четвертьфинал         | Четвертьфинал         | Четвертьфинал         | Полуфинал             | Полуфинал             | Полуфинал             | Финал                 | Финал                 | Итоговое место |
| Соревнование | Спортсмены     | Забег            | Результат        | Место            | Забег                 | Результат             | Место                 | Забег                 | Результат             | Место                 | Результат             | Место                 | Итоговое место |
| ------------ | -------------- | ---------------- | ---------------- | ---------------- | --------------------- | --------------------- | --------------------- | --------------------- | --------------------- | --------------------- | --------------------- | --------------------- | -------------- |
| 500 метров   | Анна Зайдель   | 7                | 43,742           | 2 Q              | 2                     | 44,325                | 4                     | завершила выступление | завершила выступление | завершила выступление | завершила выступление | завершила выступление | 15             |
| 500 метров   | Бианка Вальтер | 3                | 43,541           | 3                | завершила выступление | завершила выступление | завершила выступление | завершила выступление | завершила выступление | завершила выступление | завершила выступление | завершила выступление | 18             |
| 1000 метров  | Бианка Вальтер | 1                | 1:36,128         | 3 ADV            | 1                     | 1:31,085              | 5                     | завершила выступление | завершила выступление | завершила выступление | завершила выступление | завершила выступление | 18             |
| 1000 метров  | Анна Зайдель   | 6                | PEN              | —                | завершила выступление | завершила выступление | завершила выступление | завершила выступление | завершила выступление | завершила выступление | завершила выступление | завершила выступление | —              |
| 1500 метров  | Анна Зайдель   | 2                | 2:56,976         | 5 ADV            | не проводится         | не проводится         | не проводится         | 1                     | 3:00,628              | 6                     | завершила выступление | завершила выступление | 16             |
| 1500 метров  | Бианка Вальтер | 5                | 2:30,819         | 5                | не проводится         | не проводится         | не проводится         | завершила выступление | завершила выступление | завершила выступление | завершила выступление | завершила выступление | 27             |

### Лыжные виды спорта

#### Горнолыжный спорт
Квалификация спортсменов для участия в Олимпийских играх осуществлялась на основании специального квалификационного рейтинга FIS по состоянию на 21 января 2018 года. При этом НОК для участия в Олимпийских играх мог выбрать только того спортсмена, который вошёл в топ-500 олимпийского рейтинга в своей дисциплине, и при этом имел определённое количество очков, согласно квалификационной таблице. Страны, не имеющие участников в числе 500 сильнейших спортсменов, могли претендовать только на квоты категории B в технических дисциплинах. По итогам квалификационного отбора сборная Германии завоевала 16 олимпийских лицензий, но затем отказалась от двух из них.
Мужчины
| Соревнование      | Спортсмены      | Скоростной спуск/ 1 спуск | Скоростной спуск/ 1 спуск | Слалом/ 2 спуск | Слалом/ 2 спуск | Всего   | Место | Отставание |
| Соревнование      | Спортсмены      | Время                     | Место                     | Время           | Место           | Всего   | Место | Отставание |
| ----------------- | --------------- | ------------------------- | ------------------------- | --------------- | --------------- | ------- | ----- | ---------- |
| скоростной спуск  | Томас Дрессен   | не проводится             | не проводится             | не проводится   | не проводится   | 1:41,03 | 5     | +0,78      |
| скоростной спуск  | Андреас Зандер  | не проводится             | не проводится             | не проводится   | не проводится   | 1:41,62 | 10    | +1,37      |
| скоростной спуск  | Йозеф Ферстль   | не проводится             | не проводится             | не проводится   | не проводится   | 1:42,98 | 25    | +2,73      |
| супергигант       | Андреас Зандер  | не проводится             | не проводится             | не проводится   | не проводится   | 1:25,21 | 8     | +0,77      |
| супергигант       | Томас Дрессен   | не проводится             | не проводится             | не проводится   | не проводится   | 1:25,51 | 12    | +1,07      |
| супергигант       | Йозеф Ферстль   | не проводится             | не проводится             | не проводится   | не проводится   | 1:26,81 | 27    | +2,37      |
| комбинация        | Томас Дрессен   | 1:19,24                   | 1                         | 49,72           | 24              | 2:08,96 | 9     | +2,44      |
| комбинация        | Линус Штрассер  | 1:22,03                   | 39                        | DNF             | DNF             | —       | —     | —          |
| комбинация        | Андреас Зандер  | 1:21,68                   | 32                        | DNS             | DNS             | —       | —     | —          |
| комбинация        | Йозеф Ферстль   | 1:21,95                   | 36                        | DNS             | DNS             | —       | —     | —          |
| слалом            | Фриц Допфер     | 49,79                     | 22                        | 51,48           | 17              | 1:41,27 | 20    | +2,28      |
| слалом            | Линус Штрассер  | DNF                       | DNF                       | —               | —               | —       | —     | —          |
| гигантский слалом | Линус Штрассер  | 1:11,54                   | 30                        | 1:10,13         | 4               | 2:21,67 | 22    | +3,63      |
| гигантский слалом | Фриц Допфер     | 1:10,69                   | 19                        | 1:11,38         | 26              | 2:22,07 | 26    | +4,03      |
| гигантский слалом | Александер Шмид | DNF                       | DNF                       | —               | —               | —       | —     | —          |

Женщины
| Соревнование      | Спортсмены          | Скоростной спуск/ 1 спуск | Скоростной спуск/ 1 спуск | Слалом/ 2 спуск | Слалом/ 2 спуск | Всего   | Место | Отставание |
| Соревнование      | Спортсмены          | Время                     | Место                     | Время           | Место           | Всего   | Место | Отставание |
| ----------------- | ------------------- | ------------------------- | ------------------------- | --------------- | --------------- | ------- | ----- | ---------- |
| скоростной спуск  | Виктория Ребенсбург | не проводится             | не проводится             | не проводится   | не проводится   | 1:40,64 | 9     | +1,42      |
| скоростной спуск  | Кира Вайдле         | не проводится             | не проводится             | не проводится   | не проводится   | 1:41,01 | 11    | +1,79      |
| супергигант       | Виктория Ребенсбург | не проводится             | не проводится             | не проводится   | не проводится   | 1:21,62 | 10    | +0,51      |
| супергигант       | Кира Вайдле         | не проводится             | не проводится             | не проводится   | не проводится   | DNF     | DNF   | DNF        |
| слалом            | Марина Валльнер     | 51,12                     | 12                        | 50,98           | 22              | 1:42,10 | 19    | +3,47      |
| слалом            | Кристина Гайгер     | 51,44                     | 19                        | DNF             | DNF             | —       | —     | —          |
| слалом            | Лена Дюрр           | DNF                       | DNF                       | —               | —               | —       | —     | —          |
| гигантский слалом | Виктория Ребенсбург | 1:11,45                   | 8                         | 1:09,15         | 3               | 2:20,60 | 4     | +0,58      |

Командные соревнования
Командные соревнования в горнолыжном спорте дебютируют в программе Олимпийских игр. Состав сборной состоит из 4 спортсменов (2 мужчин и 2 женщин). Командные соревнования проводятся как параллельные соревнования с использованием ворот и флагов гигантского слалома. Победитель каждого индивидуального тура приносит 1 очко своей команде. При равном счёте каждая команда получает по одному очку. Если равный счёт имеет место в конце тура (2:2), команда с лучшим суммарным временем лучшей женщины и лучшего мужчины (или вторыми лучшими, если первые имеют равное время) выигрывает тур.
| Соревнование           | Спортсмены                                               | 1/8 финала                          | 1/4 финала                          | Полуфинал             | Финал                 | Место |
| Соревнование           | Спортсмены                                               | Соперник / Результат                | Соперник / Результат                | Соперник / Результат  | Соперник / Результат  | Место |
| ---------------------- | -------------------------------------------------------- | ----------------------------------- | ----------------------------------- | --------------------- | --------------------- | ----- |
| командные соревнования | Марина Валльнер Александер Шмид Лена Дюрр Линус Штрассер | Словакия (10) · В 2:2 · 40,98:41,69 | Швейцария (2) · П 2:2 · 40,87:40,47 | завершили выступление | завершили выступление | 5     |

#### Лыжное двоеборье
Лыжное двоеборье остаётся единственной олимпийской дисциплиной в программе зимних Игр, в которой участвуют только мужчины. Квалификация спортсменов для участия в Олимпийских играх осуществлялась на основании специального квалификационного рейтинга FIS по состоянию на 21 января 2018 года. По итогам квалификационного отбора сборная Германии завоевала максимально возможные 5 олимпийских лицензий.
Мужчины
| Соревнование              | Спортсмены                                                | Прыжки с трамплина            | Прыжки с трамплина | Лыжная гонка | Лыжная гонка                            | Лыжная гонка | Итоговое время                          | Место           | Отставание |
| Соревнование              | Спортсмены                                                | Результат                     | Место              | Гандикап     | Результат                               | Место        | Итоговое время                          | Место           | Отставание |
| ------------------------- | --------------------------------------------------------- | ----------------------------- | ------------------ | ------------ | --------------------------------------- | ------------ | --------------------------------------- | --------------- | ---------- |
| нормальный трамплин/10 км | Эрик Френцель                                             | 121,7                         | 5                  | +0:36        | 24:15,4                                 | 6            | 24:51,4                                 | 1               | +0,0       |
| нормальный трамплин/10 км | Йоханнес Ридзек                                           | 109,1                         | 11                 | +1:26        | 23:53,3                                 | 3            | 25:19,3                                 | 5               | +27,9      |
| нормальный трамплин/10 км | Фабиан Риссле                                             | 99,9                          | 16                 | +2:03        | 23:53,7                                 | 4            | 25:56,7                                 | 7               | +1:05,3    |
| нормальный трамплин/10 км | Винценц Гайгер                                            | 105,4                         | 13                 | +1:41        | 24:15,9                                 | 7            | 25:56,9                                 | 9               | +1:05,5    |
| большой трамплин/10 км    | Йоханнес Ридзек                                           | 131,2                         | 5                  | +0:31        | 23:21,5                                 | 4            | 23:52,5                                 | 1               | +0,0       |
| большой трамплин/10 км    | Фабиан Риссле                                             | 130,3                         | 6                  | +0:34        | 23:18,9                                 | 3            | 23:52,9                                 | 2               | +0,4       |
| большой трамплин/10 км    | Эрик Френцель                                             | 132,9                         | 4                  | +0:24        | 23:29,3                                 | 7            | 23:53,3                                 | 3               | +0,8       |
| большой трамплин/10 км    | Винценц Гайгер                                            | 124,0                         | 9                  | +1:00        | 23:42,6                                 | 13           | 24:42,6                                 | 7               | +50,1      |
| эстафета                  | Винцец Гайгер Фабиан Риссле Эрик Френцель Йоханнес Ридзек | 464,7 102,6 109,2 123,6 129,3 | 2 4 3 1            | +0:06        | 46:03,8 11:33,8 11:24,1 11:05,4 12:00,5 | 1 2 1 4      | 46:09,8 11:39,8 23:03,9 34:09,3 46:09,8 | · 1 · 1 · 1 · 1 | +0,0       |

#### Лыжные гонки
Квалификация спортсменов для участия в Олимпийских играх осуществлялась на основании специального квалификационного рейтинга FIS по состоянию на 21 января 2018 года. Для получения олимпийской лицензии категории «A» спортсменам необходимо было набрать максимум 100 очков в дистанционном рейтинге FIS. При этом каждый НОК может заявить на Игры 1 мужчину и 1 женщину, если они выполнили квалификационный критерий «B», по которому они смогут принять участие в спринте и гонках на 10 км для женщин или 15 км для мужчин. По итогам квалификационного отбора сборная Германии завоевала 19 олимпийских лицензий, однако впоследствии отказалась от трёх из них.
Мужчины
Дистанционные гонки
| Соревнование              | Спортсмены                                      | Результат                                 | Место   | Отставание                              |
| ------------------------- | ----------------------------------------------- | ----------------------------------------- | ------- | --------------------------------------- |
| 15 км свободным стилем    | Лукас Бёгль                                     | 35:04,7                                   | 15      | +1:20,8                                 |
| 15 км свободным стилем    | Андреас Кац                                     | 35:38,3                                   | 25      | +1:54,4                                 |
| 15 км свободным стилем    | Себастьян Айзенлауэр                            | 36:03,8                                   | 32      | +2:19,9                                 |
| скиатлон 15+15 км         | Томас Бинг                                      | 1:17:03,7                                 | 11      | +43,7                                   |
| скиатлон 15+15 км         | Лукас Бёгль                                     | 1:17:19,9                                 | 16      | +59,9                                   |
| скиатлон 15+15 км         | Йонас Доблер                                    | 1:17:56,6                                 | 22      | +1:36,6                                 |
| скиатлон 15+15 км         | Андреас Кац                                     | 1:19:49,2                                 | 35      | +3:29,2                                 |
| 50 км классическим стилем | Андреас Кац                                     | 2:13:32,3                                 | 14      | +5:10,2                                 |
| 50 км классическим стилем | Томас Бинг                                      | 2:18:41,1                                 | 30      | +10:19,0                                |
| 50 км классическим стилем | Лукас Бёгль                                     | 2:23:42,8                                 | 46      | +15:20,7                                |
| 50 км классическим стилем | Йонас Доблер                                    | DNF                                       | DNF     | DNF                                     |
| эстафета 4×10 км          | Андреас Кац Томас Бинг Лукас Бёгль Йонас Доблер | 1:35:13,1 25:55,5 25:17,2 21:56,6 22:03,8 | 6 8 7 6 | +2:08,2 +1:14,6 +1:53,9 +1:58,7 +2:08,2 |

Спринт
| Соревнование     | Спортсмены                      | Квалификация  | Квалификация  | Четвертьфинал | Четвертьфинал | Четвертьфинал | Полуфинал            | Полуфинал            | Полуфинал            | Финал                | Финал                | Итоговое место |
| Соревнование     | Спортсмены                      | Результат     | Место         | Заезд         | Результат     | Место         | Заезд                | Результат            | Место                | Результат            | Место                | Итоговое место |
| ---------------- | ------------------------------- | ------------- | ------------- | ------------- | ------------- | ------------- | -------------------- | -------------------- | -------------------- | -------------------- | -------------------- | -------------- |
| спринт           | Томас Бинг                      | 3:16,66       | 22            | 5             | 3:18,64       | 3             | завершил выступление | завершил выступление | завершил выступление | завершил выступление | завершил выступление | 15             |
| спринт           | Себастьян Айзенлауэр            | 3:15,06       | 16            | 4             | 3:16,22       | 6             | завершил выступление | завершил выступление | завершил выступление | завершил выступление | завершил выступление | 28             |
| командный спринт | Себастьян Айзенлауэр Томас Бинг | не проводится | не проводится | не проводится | не проводится | не проводится | 2                    | 16:00,55             | 3 LL                 | 16:42,20             | 10                   | 10             |

Женщины
Дистанционные гонки
| Соревнование              | Спортсмены                                                    | Результат                               | Место     | Отставание                          |
| ------------------------- | ------------------------------------------------------------- | --------------------------------------- | --------- | ----------------------------------- |
| 10 км свободным стилем    | Виктория Карл                                                 | 27:04,6                                 | 19        | +2:04,1                             |
| 10 км свободным стилем    | Штефани Бёлер                                                 | 27:21,8                                 | 25        | +2:21,3                             |
| 10 км свободным стилем    | Сандра Рингвальд                                              | 27:24,7                                 | 26        | +2:24,2                             |
| скиатлон 7,5+7,5 км       | Виктория Карл                                                 | 42:54,4                                 | 20        | +2:09,5                             |
| скиатлон 7,5+7,5 км       | Катарина Хеннинг                                              | 43:00,2                                 | 22        | +2:15,3                             |
| скиатлон 7,5+7,5 км       | Штефани Бёлер                                                 | 43:02,6                                 | 25        | +2:17,7                             |
| скиатлон 7,5+7,5 км       | Николь Фессель                                                | DNS                                     | DNS       | DNS                                 |
| 30 км классическим стилем | Штефани Бёлер                                                 | 1:28:42,2                               | 16        | +6:24,6                             |
| 30 км классическим стилем | Катарина Хеннинг                                              | 1:29:48,9                               | 19        | +7:31,3                             |
| 30 км классическим стилем | Виктория Карл                                                 | 1:32:42,4                               | 25        | +10:24,8                            |
| эстафета 4×5 км           | Штефани Бёлер Катарина Хеннинг Виктория Карл Сандра Рингвальд | 53:13,7 14:16,4 13:53,9 12:37,9 12:25,5 | 6 8 6 8 6 | +1:49,4 +51,9 +55,3 +1:20,1 +1:49,4 |

Спринт
| Соревнование     | Спортсмены                      | Квалификация  | Квалификация  | Четвертьфинал         | Четвертьфинал         | Четвертьфинал         | Полуфинал             | Полуфинал             | Полуфинал             | Финал                 | Финал                 | Итоговое место |
| Соревнование     | Спортсмены                      | Результат     | Место         | Заезд                 | Результат             | Место                 | Заезд                 | Результат             | Место                 | Результат             | Место                 | Итоговое место |
| ---------------- | ------------------------------- | ------------- | ------------- | --------------------- | --------------------- | --------------------- | --------------------- | --------------------- | --------------------- | --------------------- | --------------------- | -------------- |
| спринт           | Сандра Рингвальд                | 3:18,43       | 16 Q          | 3                     | 3:13,76               | 3                     | завершила выступление | завершила выступление | завершила выступление | завершила выступление | завершила выступление | 15             |
| спринт           | Катарина Хеннинг                | 3:22,64       | 25 Q          | 5                     | 3:19,55               | 6                     | завершила выступление | завершила выступление | завершила выступление | завершила выступление | завершила выступление | 27             |
| спринт           | Элизабет Шихо                   | 3:23,26       | 26 Q          | 4                     | 3:24,26               | 6                     | завершила выступление | завершила выступление | завершила выступление | завершила выступление | завершила выступление | 28             |
| спринт           | Ханна Кольб                     | 3:27,84       | 36            | завершила выступление | завершила выступление | завершила выступление | завершила выступление | завершила выступление | завершила выступление | завершила выступление | завершила выступление | 36             |
| командный спринт | Николь Фессель Сандра Рингвальд | не проводится | не проводится | не проводится         | не проводится         | не проводится         | 1                     | 16:51,67              | 4 LL                  | 17:06,57              | 10                    | 10             |

#### Прыжки на лыжах с трамплина
Квалификация спортсменов для участия в Олимпийских играх осуществлялась на основании специального квалификационного рейтинга FIS по состоянию на 21 января 2018 года. По итогам квалификационного отбора сборная Германии завоевала 9 олимпийских лицензий.
Мужчины
| Соревнование         | Спортсмены                                               | Квалификация  | Квалификация  | Финал                         | Финал       | Финал                         | Финал    | Финал  | Финал | Итоговое место |
| Соревнование         | Спортсмены                                               | Результат     | Место         | 1 прыжок                      | 1 прыжок    | 2 прыжок                      | 2 прыжок | Всего  | Место | Итоговое место |
| Соревнование         | Спортсмены                                               | Результат     | Место         | Результат                     | Место       | Результат                     | Место    | Всего  | Место | Итоговое место |
| -------------------- | -------------------------------------------------------- | ------------- | ------------- | ----------------------------- | ----------- | ----------------------------- | -------- | ------ | ----- | -------------- |
| нормальный трамплин  | Андреас Веллингер                                        | 133,5         | 1 Q           | 124,9                         | 5 Q         | 134,4                         | 1        | 259,3  | 1     | 1              |
| нормальный трамплин  | Маркус Айзенбихлер                                       | 127,7         | 6 Q           | 121,6                         | 7 Q         | 118,6                         | 9        | 240,2  | 8     | 8              |
| нормальный трамплин  | Рихард Фрайтаг                                           | 129,1         | 4 Q           | 125,5                         | 4 Q         | 114,5                         | 13       | 240,0  | 9     | 9              |
| нормальный трамплин  | Карл Гайгер                                              | 125,5         | 7 Q           | 120,3                         | 8 Q         | 116,4                         | 12       | 236,7  | 10    | 10             |
| большой трамплин     | Андреас Веллингер                                        | 127,1         | 4 Q           | 138,8                         | 3 Q         | 143,5                         | 2        | 282,3  | 2     | 2              |
| большой трамплин     | Карл Гайгер                                              | 117,7         | 12 Q          | 129,5                         | 14 Q        | 138,1                         | 5        | 267,6  | 7     | 7              |
| большой трамплин     | Рихард Фрайтаг                                           | 116,8         | 13 Q          | 131,5                         | 11 Q        | 128,5                         | 8        | 260,0  | 9     | 9              |
| большой трамплин     | Маркус Айзенбихлер                                       | 123,6         | 9 Q           | 128,7                         | 16 Q        | 126,7                         | 10       | 255,4  | 14    | 14             |
| командное первенство | Карл Гайгер Штефан Лайе Рихард Фрайтаг Андреас Веллингер | не проводится | не проводится | 543,9 139,4 124,1 134,5 145,9 | 2 Q 2 3 2 1 | 531,8 131,7 126,0 135,8 138,3 | 2 3 1 2  | 1075,7 | 2     | 2              |

Женщины
| Соревнование        | Спортсмены        | 1 прыжок  | 1 прыжок | 2 прыжок  | 2 прыжок | Всего | Место |
| Соревнование        | Спортсмены        | Результат | Место    | Результат | Место    | Всего | Место |
| ------------------- | ----------------- | --------- | -------- | --------- | -------- | ----- | ----- |
| нормальный трамплин | Катарина Альтхаус | 123,2     | 2 Q      | 129,4     | 2        | 252,6 | 2     |
| нормальный трамплин | Карина Фогт       | 108,6     | 6 Q      | 119,3     | 4        | 227,9 | 5     |
| нормальный трамплин | Рамона Штрауб     | 104,4     | 10 Q     | 106,1     | 8        | 210,5 | 8     |
| нормальный трамплин | Юлиане Зайфарт    | 108,3     | 8 Q      | 86,0      | 17       | 194,3 | 10    |

#### Сноуборд
По сравнению с прошлыми Играми в программе соревнований произошёл ряд изменений. Вместо параллельного слалома были добавлены соревнования в биг-эйре. Во всех дисциплинах, за исключением мужского сноуборд-кросса, изменилось количество участников соревнований, был отменён полуфинальный раунд, а также в финалах фристайла спортсмены стали выполнять по три попытки. Квалификация спортсменов для участия в Олимпийских играх осуществлялась на основании специального квалификационного рейтинга FIS по состоянию на 21 января 2018 года. Для каждой дисциплины были установлены определённые условия, выполнив которые спортсмены могли претендовать на попадание в состав сборной для участия в Олимпийских играх. По итогам квалификационного отбора сборная Германии завоевала 13 олимпийских лицензий.
Мужчины
Фристайл
| Соревнование | Спортсмены      | Квалификация | Квалификация | Квалификация | Квалификация | Финал                | Финал                | Финал                | Финал                | Итоговое место |
| Соревнование | Спортсмены      | Заезд        | 1 спуск      | 2 спуск      | Место        | 1 спуск              | 2 спуск              | 3 спуск              | Место                | Итоговое место |
| ------------ | --------------- | ------------ | ------------ | ------------ | ------------ | -------------------- | -------------------- | -------------------- | -------------------- | -------------- |
| хафпайп      | Йоханнес Хёпфль | 1            | 53,25        | 59,50        | 23           | завершил выступление | завершил выступление | завершил выступление | завершил выступление | 23             |

Сноуборд-кросс
| Соревнование   | Спортсмены     | Квалификация | Квалификация  | Квалификация | 1/8 финала | 1/8 финала | Четвертьфинал        | Четвертьфинал        | Полуфинал            | Полуфинал            | Финал                | Итоговое место |
| Соревнование   | Спортсмены     | 1 спуск      | 2 спуск       | Место        | Заезд      | Место      | Заезд                | Место                | Заезд                | Место                | Место                | Итоговое место |
| -------------- | -------------- | ------------ | ------------- | ------------ | ---------- | ---------- | -------------------- | -------------------- | -------------------- | -------------------- | -------------------- | -------------- |
| сноуборд-кросс | Мартин Нёрль   | 1:14,12      | не участвовал | 7 Q          | 7          | 1 Q        | 4                    | 1                    | 2                    | 4 QB                 | Малый                | 8              |
| сноуборд-кросс | Мартин Нёрль   | 1:14,12      | не участвовал | 7 Q          | 7          | 1 Q        | 4                    | 1                    | 2                    | 4 QB                 | 2                    | 8              |
| сноуборд-кросс | Пауль Берг     | 1:14,39      | не участвовал | 14 Q         | 2          | 2 Q        | 3                    | DNF                  | завершил выступление | завершил выступление | завершил выступление | 19             |
| сноуборд-кросс | Константин Шад | 1:15,73      | DNS           | 33           | 2          | 4          | завершил выступление | завершил выступление | завершил выступление | завершил выступление | завершил выступление | 32             |

 Слалом
| Соревнование                   | Спортсмены        | Квалификация | Квалификация | Квалификация | Квалификация | 1/8 финала                   | Четвертьфинал               | Полуфинал            | Финал                | Место |
| Соревнование                   | Спортсмены        | Синий курс   | Красный курс | Всего        | Место        | Соперник Результат           | Соперник Результат          | Соперник Результат   | Соперник Результат   | Место |
| ------------------------------ | ----------------- | ------------ | ------------ | ------------ | ------------ | ---------------------------- | --------------------------- | -------------------- | -------------------- | ----- |
| параллельный гигантский слалом | Штефан Баумайстер | 42,07        | 43,30        | 1:25,37      | 7 Q          | AUTС. Кислингер (10) В -0,22 | SLOС. Кислингер (2) П -3,07 | завершил выступление | завершил выступление | 6     |
| параллельный гигантский слалом | Патрик Бусслер    | 42,99        | 43,78        | 1:26,77      | 25           | завершил выступление         | завершил выступление        | завершил выступление | завершил выступление | 25    |
| параллельный гигантский слалом | Александр Бергман | 46,11        | 43,14        | 1:29,25      | 31           | завершил выступление         | завершил выступление        | завершил выступление | завершил выступление | 31    |

Женщины
Фристайл
| Соревнование | Спортсмены           | Квалификация | Квалификация | Квалификация | Квалификация | Финал   | Финал   | Финал   | Финал | Итоговое место |
| Соревнование | Спортсмены           | Заезд        | 1 спуск      | 2 спуск      | Место        | 1 спуск | 2 спуск | 3 спуск | Место | Итоговое место |
| ------------ | -------------------- | ------------ | ------------ | ------------ | ------------ | ------- | ------- | ------- | ----- | -------------- |
| слоупстайл   | Сильвия Миттермюллер | отменена     | отменена     | отменена     | отменена     | 1,00    | DNS     | отменён | 26    | 26             |

Сноуборд-кросс
| Соревнование   | Спортсмены | Квалификация | Квалификация | Квалификация | Четвертьфинал | Четвертьфинал | Полуфинал             | Полуфинал             | Финал                 | Итоговое место |
| Соревнование   | Спортсмены | 1 спуск      | 2 спуск      | Место        | Заезд         | Место         | Заезд                 | Место                 | Место                 | Итоговое место |
| -------------- | ---------- | ------------ | ------------ | ------------ | ------------- | ------------- | --------------------- | --------------------- | --------------------- | -------------- |
| сноуборд-кросс | Яна Фишер  | 1:22,92      | DNF          | 22 Q         | 3             | 4             | завершила выступление | завершила выступление | завершила выступление | 16             |

Слалом
| Соревнование                   | Спортсмены          | Квалификация | Квалификация | Квалификация | Квалификация | 1/8 финала                    | Четвертьфинал             | Полуфинал                 | Финал                       | Место |
| Соревнование                   | Спортсмены          | Синий курс   | Красный курс | Всего        | Место        | Соперник Результат            | Соперник Результат        | Соперник Результат        | Соперник Результат          | Место |
| ------------------------------ | ------------------- | ------------ | ------------ | ------------ | ------------ | ----------------------------- | ------------------------- | ------------------------- | --------------------------- | ----- |
| параллельный гигантский слалом | Селина Йорг         | 44,67        | 45,60        | 1:30,27      | 3 Q          | OARЕ. Тудегешева (14) В -0,65 | JPNТ. Такэути (6) В -0,62 | OARА. Заварзина (2) В DNF | CZEЭ. Ледецкая (1) П +0,46  | 2     |
| параллельный гигантский слалом | Рамона Хофмайстер   | 45,36        | 46,62        | 1:31,98      | 5 Q          | GERЛ. Енни (12) В DNF         | AUTИ. Мешик (13) В -0,78  | CZEЭ. Ледецкая (1) П DNF  | Малый                       | 3     |
| параллельный гигантский слалом | Рамона Хофмайстер   | 45,36        | 46,62        | 1:31,98      | 5 Q          | GERЛ. Енни (12) В DNF         | AUTИ. Мешик (13) В -0,78  | CZEЭ. Ледецкая (1) П DNF  | OARА. Заварзина (2) В +4,07 | 3     |
| параллельный гигантский слалом | Каролин Лангенхорст | 45,02        | 46,56        | 1:31,58      | 4 Q          | AUTИ. Мешик (13) П +0,02      | завершила выступление     | завершила выступление     | завершила выступление       | 9     |
| параллельный гигантский слалом | Анке Вёрер          | 47,83        | 46,87        | 1:34,70      | 21           | завершила выступление         | завершила выступление     | завершила выступление     | завершила выступление       | 21    |

#### Фристайл
По сравнению с прошлыми Играми изменения произошли в хафпайпе и слоупстайле. Теперь в финалах этих дисциплин фристайлисты стали выполнять по три попытки, при этом итоговое положение спортсменов по-прежнему определяется по результату лучшей из них. Квалификация спортсменов для участия в Олимпийских играх осуществлялась на основании специального квалификационного рейтинга FIS по состоянию на 21 января 2018 года. Для каждой дисциплины были установлены определённые условия, выполнив которые спортсмены могли претендовать на попадание в состав сборной для участия в Олимпийских играх. По итогам квалификационного отбора сборная Германии завоевала 12 олимпийских лицензий, но позднее отказалась от 4 из них, при этом получив после перераспределения квоту в женском слоупстайле.
Мужчины
Ски-кросс
| Соревнование | Спортсмены        | Квалификация | Квалификация | 1/8 финала | 1/8 финала | Четвертьфинал        | Четвертьфинал        | Полуфинал            | Полуфинал            | Финал                | Итоговое место |
| Соревнование | Спортсмены        | Результат    | Место        | Заезд      | Место      | Заезд                | Место                | Заезд                | Место                | Место                | Итоговое место |
| ------------ | ----------------- | ------------ | ------------ | ---------- | ---------- | -------------------- | -------------------- | -------------------- | -------------------- | -------------------- | -------------- |
| ски-кросс    | Пауль Эккерт      | 1:10,06      | 10 Q         | 7          | 3          | завершил выступление | завершил выступление | завершил выступление | завершил выступление | завершил выступление | 18             |
| ски-кросс    | Тим Хронек        | 1:10,27      | 20 Q         | 4          | 3          | завершил выступление | завершил выступление | завершил выступление | завершил выступление | завершил выступление | 23             |
| ски-кросс    | Флориан Вильмсман | 1:10,33      | 21 Q         | 3          | 4          | завершил выступление | завершил выступление | завершил выступление | завершил выступление | завершил выступление | 25             |

Женщины
Могул и акробатика
| Соревнование | Спортсмены       | Квалификация 1 | Квалификация 1 | Квалификация 2 | Квалификация 2 | Финал 1               | Финал 1               | Финал 2               | Финал 2               | Финал 3               | Финал 3               | Итоговое место |
| Соревнование | Спортсмены       | Очки           | Место          | Очки           | Место          | Очки                  | Место                 | Очки                  | Место                 | Очки                  | Место                 | Итоговое место |
| ------------ | ---------------- | -------------- | -------------- | -------------- | -------------- | --------------------- | --------------------- | --------------------- | --------------------- | --------------------- | --------------------- | -------------- |
| могул        | Катарина Фёрстер | 63,17          | 23             | 69,38          | 7 Q            | 72,33                 | 13                    | завершила выступление | завершила выступление | завершила выступление | завершила выступление | 13             |
| могул        | Леа Буар         | 55,71          | 24             | 65,08          | 11             | завершила выступление | завершила выступление | завершила выступление | завершила выступление | завершила выступление | завершила выступление | 25             |

Парк и пайп
| Соревнование | Спортсмены       | Квалификация | Квалификация | Квалификация | Финал                 | Финал                 | Финал                 | Финал                 | Итоговое место |
| Соревнование | Спортсмены       | 1 заезд      | 2 заезд      | Место        | 1 заезд               | 2 заезд               | 3 заезд               | Место                 | Итоговое место |
| ------------ | ---------------- | ------------ | ------------ | ------------ | --------------------- | --------------------- | --------------------- | --------------------- | -------------- |
| хафпайп      | Сабрина Какмакли | 81,80        | 31,40        | 7 Q          | 74,20                 | 57,60                 | 20,40                 | 8                     | 8              |
| слоупстайл   | Кея Кюнель       | 19,40        | 59,60        | 18           | завершила выступление | завершила выступление | завершила выступление | завершила выступление | 18             |

Ски-кросс
| Соревнование | Спортсмены    | Квалификация | Квалификация | 1/8 финала | 1/8 финала | Четвертьфинал         | Четвертьфинал         | Полуфинал             | Полуфинал             | Финал                 | Итоговое место |
| Соревнование | Спортсмены    | Результат    | Место        | Заезд      | Место      | Заезд                 | Место                 | Заезд                 | Место                 | Место                 | Итоговое место |
| ------------ | ------------- | ------------ | ------------ | ---------- | ---------- | --------------------- | --------------------- | --------------------- | --------------------- | --------------------- | -------------- |
| ски-кросс    | Юлия Айхингер | 1:17,56      | 20 Q         | 4          | 3          | завершила выступление | завершила выступление | завершила выступление | завершила выступление | завершила выступление | 21             |

### Санный спорт
Квалификация спортсменов для участия в Олимпийских играх осуществлялась на основании рейтинга Кубка мира FIL по состоянию на 1 января 2018 года. По его результатам сборная Германии стала одной из пяти стран, кому удалось завоевать максимальное количество лицензий.
Мужчины
| Соревнование | Спортсмены                 | 1 заезд   | 1 заезд | 2 заезд   | 2 заезд | 3 заезд       | 3 заезд       | 4 заезд       | 4 заезд       | Итоговый результат | Итоговое место | Отставание |
| Соревнование | Спортсмены                 | Результат | Место   | Результат | Место   | Результат     | Место         | Результат     | Место         | Итоговый результат | Итоговое место | Отставание |
| ------------ | -------------------------- | --------- | ------- | --------- | ------- | ------------- | ------------- | ------------- | ------------- | ------------------ | -------------- | ---------- |
| одиночки     | Йоханнес Людвиг            | 47,764    | 3       | 47,940    | 14      | 47,625        | 6             | 47,603        | 3             | 3:10,932           | 3              | +0,230     |
| одиночки     | Феликс Лох                 | 47,674    | 2       | 47,625    | 1       | 47,560        | 2             | 48,109        | 19            | 3:10.968           | 5              | +0,266     |
| одиночки     | Анди Лангенхан             | 48,083    | 18      | 47,850    | 8       | 47,630        | 7             | 47,870        | 13            | 3:11,433           | 10             | +0,731     |
| двойки       | Тобиас Вендль Тобиас Арльт | 45,820    | 1       | 45,877    | 1       | не проводится | не проводится | не проводится | не проводится | 1:31,697           | 1              | +0,000     |
| двойки       | Тони Эггерт Саша Бенеккен  | 45,931    | 3       | 46,056    | 3       | не проводится | не проводится | не проводится | не проводится | 1:31,987           | 3              | +0,290     |

Женщины
| Соревнование | Спортсмены          | 1 заезд   | 1 заезд | 2 заезд   | 2 заезд | 3 заезд   | 3 заезд | 4 заезд   | 4 заезд | Итоговый результат | Итоговое место | Отставание |
| Соревнование | Спортсмены          | Результат | Место   | Результат | Место   | Результат | Место   | Результат | Место   | Итоговый результат | Итоговое место | Отставание |
| ------------ | ------------------- | --------- | ------- | --------- | ------- | --------- | ------- | --------- | ------- | ------------------ | -------------- | ---------- |
| одиночки     | Натали Гайзенбергер | 46,245    | 1       | 46,209    | 3       | 46,280    | 1       | 46,498    | 2       | 3:05,232           | 1              | +0,000     |
| одиночки     | Даяна Айтбергер     | 46,381    | 7       | 46,193    | 2       | 46,577    | 7       | 46,448    | 1       | 3:05,599           | 2              | +0,367     |
| одиночки     | Татьяна Хюфнер      | 46,322    | 3       | 46,339    | 6       | 46,392    | 2       | 46,660    | 5       | 3:05,713           | 4              | +0,481     |

Смешанные команды
| Соревнование       | Спортсмены                                                       | Женщины   | Женщины | Мужчины   | Мужчины | Двойки    | Двойки | Итоговый результат | Итоговое место | Отставание |
| Соревнование       | Спортсмены                                                       | Результат | Место   | Результат | Место   | Результат | Место  | Итоговый результат | Итоговое место | Отставание |
| ------------------ | ---------------------------------------------------------------- | --------- | ------- | --------- | ------- | --------- | ------ | ------------------ | -------------- | ---------- |
| смешанная эстафета | Натали Гайзенбергер Йоханнес Людвиг Тобиас Вендль / Тобиас Арльт | 46,870    | 1       | 48,822    | 5       | 48,825    | 1      | 2:24,517           | 1              | +0,000     |

### Хоккей

#### Мужчины
Первые 8 сборных в рейтинге IIHF после чемпионата мира 2015 года автоматически квалифицировались для участия в мужском олимпийском турнире. Сборная Германии заняла в этом рейтинге 13-е место, в результате чего получила возможность стартовать в отборочном турнире сразу с финального квалификационного раунда. По принципу жеребьёвки «змейкой», практикуемой IIHF немецкая сборная попала в группу E и получила в соперники Латвию, Австрию, а также Японию, победившую в преквалификационном турнире. Олимпийская квалификация прошла в столице Латвии Риге с 1 по 4 сентября 2016 года. Сборная Германии одержала три победы с разницей шайб 14:2, причём в заключительной встрече были обыграны хозяева турнира сборная Латвии, также перед последним туром претендовавшая на попадание на Игры, со счётом 3:2. 23 января был объявлен окончательный состав сборной Германии на Олимпийские игры. 29 января стало известно, что защитник Денис Ройль не сможет помочь сборной Германии на турнире, его заменит Зинан Акдаг.
Состав
| Номер | Имя                  | Хват  | Рост, см | Вес, кг | Дата рождения | Клуб          | Игры | ПШ | КН   | %ОБ   |
| ----- | -------------------- | ----- | -------- | ------- | ------------- | ------------- | ---- | -- | ---- | ----- |
| 33    | Данни аус ден Биркен | Левый | 186      | 89      | 15.02.1985    | Ред Булл      | 6    | 17 | 2,71 | 89,70 |
| 44    | Деннис Эндрас        | Левый | 182      | 80      | 14.07.1985    | Адлер Мангейм | 0    | 0  | 0,00 | 0,00  |
| 51    | Тимо Пильмайер       | Левый | 183      | 82      | 07.07.1989    | Ингольштадт   | 1    | 1  | 1,03 | 96,15 |

| Номер | Имя              | Позиция    | Хват   | Рост, см | Вес, кг | Дата рождения | Клуб                   | Игры | Шайбы | Передачи |
| ----- | ---------------- | ---------- | ------ | -------- | ------- | ------------- | ---------------------- | ---- | ----- | -------- |
| 7     | Дэрил Бойл       | Защитник   | Правый | 185      | 89      | 24.02.1987    | Ред Булл               | 7    | 0     | 1        |
| 10    | Кристиан Эрхофф  | Защитник   | Левый  | 188      | 92      | 06.07.1982    | Кёльнер Хайе           | 7    | 1     | 1        |
| 12    | Брукс Мацек      | Нападающий | Правый | 181      | 92      | 15.05.1992    | Ред Булл               | 7    | 2     | 2        |
| 17    | Маркус Кинк      | Нападающий | Левый  | 186      | 96      | 13.01.1985    | Адлер Мангейм          | 7    | 0     | 1        |
| 22    | Маттиас Плахта   | Нападающий | Левый  | 188      | 100     | 16.05.1991    | Адлер Мангейм          | 7    | 1     | 1        |
| 28    | Франк Мауэр      | Нападающий | Правый | 184      | 90      | 12.04.1988    | Ред Булл               | 6    | 1     | 3        |
| 36    | Янник Зайденберг | Нападающий | Левый  | 171      | 82      | 11.01.1984    | Ред Булл               | 7    | 1     | 0        |
| 37    | Патрик Раймер    | Нападающий | Правый | 179      | 86      | 10.12.1982    | Томас Сабо Айс Тайгерс | 5    | 1     | 0        |
| 40    | Бьорн Крупп      | Защитник   | Левый  | 191      | 95      | 06.03.1991    | Гриззлис Вольфсбург    | 7    | 0     | 0        |
| 41    | Йонас Мюллер     | Защитник   | Левый  | 183      | 88      | 19.11.1995    | Айсберен Берлин        | 5    | 1     | 0        |
| 42    | Ясин Эрлиц       | Нападающий | Левый  | 177      | 83      | 30.12.1992    | Томас Сабо Айс Тайгерс | 7    | 0     | 3        |
| 43    | Геррит Фаузер    | Нападающий | Левый  | 182      | 89      | 13.07.1989    | Гриззлис Вольфсбург    | 7    | 0     | 0        |
| 48    | Франк Хёрдлер    | Защитник   | Левый  | 183      | 90      | 26.01.1985    | Айсберен Берлин        | 7    | 1     | 2        |
| 50    | Патрик Хагер     | Нападающий | Левый  | 178      | 83      | 08.09.1988    | Ред Булл               | 7    | 3     | 4        |
| 55    | Феликс Шютц      | Нападающий | Левый  | 181      | 89      | 03.11.1987    | Кёльнер Хайе           | 7    | 1     | 2        |
| 57    | Марцель Гоч      | Нападающий | Левый  | 185      | 92      | 24.08.1983    | Адлер Мангейм          | 7    | 0     | 1        |
| 72    | Доминик Кахун    | Нападающий | Левый  | 180      | 78      | 02.07.1995    | Ред Булл               | 7    | 2     | 3        |
| 82    | Синан Акдаг      | Защитник   | Правый | 188      | 89      | 05.11.1989    | Адлер Мангейм          | 2    | 0     | 0        |
| 83    | Леонард Пфедерль | Нападающий | Правый | 182      | 87      | 01.09.1993    | Томас Сабо Айс Тайгерс | 3    | 1     | 0        |
| 89    | Давид Вольф      | Нападающий | Левый  | 191      | 99      | 15.09.1989    | Адлер Мангейм          | 7    | 0     | 2        |
| 91    | Мориц Мюллер     | Защитник   | Левый  | 187      | 92      | 19.11.1986    | Кёльнер Хайе           | 7    | 0     | 0        |
| 92    | Марцель Нобельс  | Нападающий | Левый  | 189      | 87      | 14.03.1992    | Айсберен Берлин        | 7    | 1     | 0        |

| Должность                           | Имя         | Гражданство | Дата рождения |
| ----------------------------------- | ----------- | ----------- | ------------- |
| Генеральный менеджер Главный тренер | Марко Штурм | Германия    | 08.09.1978    |

Предварительный раунд
Группа С
|  | Команды, выходящие в четвертьфинал         |
|  | Команды, выходящие в квалификацию плей-офф |

| М | Сборная   | И | В | ВО | ПО | П | ШЗ | ШП | РШ | О |
| - | --------- | - | - | -- | -- | - | -- | -- | -- | - |
| 1 | Швеция    | 3 | 3 | 0  | 0  | 0 | 8  | 1  | +7 | 9 |
| 2 | Финляндия | 3 | 2 | 0  | 0  | 1 | 11 | 6  | +5 | 6 |
| 3 | Германия  | 3 | 0 | 1  | 0  | 2 | 4  | 7  | -3 | 2 |
| 4 | Норвегия  | 3 | 0 | 0  | 1  | 2 | 2  | 11 | -9 | 1 |

Время местное (UTC+9).
| 15 февраля 2018 12:10 | Финляндия | 5 : 2 (2:1, 2:0, 1:1) | Германия | Хоккейный центр Каннын Зрителей: 3695 |

| Отчёт | Отчёт                        | Отчёт                                                                  | Отчёт                              | Отчёт                                                                       |
| --- | ---------------------------- | ---------------------------------------------------------------------- | ---------------------------------- | --------------------------------------------------------------------------- |
| |                              |                                                                        |                                    |                                                                             |
| | Микко Коскинен — 00:00-60:00 | Вратари                                                                | 00:00-60:00 — Данни аус ден Биркен | Судьи: Оливье Гуин Йозеф Кубус Линейные судьи: Николас Флюри Мирослав Лёцки |
| | Голы:                        |                                                                        |                                    | Судьи: Оливье Гуин Йозеф Кубус Линейные судьи: Николас Флюри Мирослав Лёцки |
| Сами Лепистё (бол.) — 03:13 (П. Контиола, Э. Толванен) Мика Пюёряля — 15:30 (Я. Лаюнен, С. Маннинен) Ээли Толванен (бол.) — 37:22 (Т. Хартикайнен, Й. Кемппайнен) Лассе Кукконен — 38:43 (П. Контиола, Э. Толванен) Йоонас Кемппайнен (бол.) — 52:48 (Э. Толванен, С. Леписто) | 1:0 1:1 2:1 3:1 4:1 4:2 5:2  | 08:44 — Брукс Мацек (бол.) (К. Эрхофф, Д. Вольф) 41:51 — Франк Хёрдлер |                                    | Судьи: Оливье Гуин Йозеф Кубус Линейные судьи: Николас Флюри Мирослав Лёцки |
| |                              |                                                                        |                                    | Судьи: Оливье Гуин Йозеф Кубус Линейные судьи: Николас Флюри Мирослав Лёцки |
| |                              |                                                                        |                                    | Судьи: Оливье Гуин Йозеф Кубус Линейные судьи: Николас Флюри Мирослав Лёцки |
| |                              |                                                                        |                                    | Судьи: Оливье Гуин Йозеф Кубус Линейные судьи: Николас Флюри Мирослав Лёцки |
| 10 мин | Штраф                        | 10 мин                                                                 |                                    | Судьи: Оливье Гуин Йозеф Кубус Линейные судьи: Николас Флюри Мирослав Лёцки |
| |                              |                                                                        |                                    |                                                                             |
| | 20                           | Броски                                                                 | 24                                 |                                                                             |

| 16 февраля 2018 21:10 | Швеция | 1 : 0 (1:0, 0:0, 0:0) | Германия | Квандон Хоккей Центр Зрителей: 3077 |

| Отчёт                                                 | Отчёт                       | Отчёт   | Отчёт                          | Отчёт                                                                              |
| ----------------------------------------------------- | --------------------------- | ------- | ------------------------------ | ---------------------------------------------------------------------------------- |
|                                                       |                             |         |                                |                                                                                    |
|                                                       | Йонас Энрот — 00:00 - 60:00 | Вратари | 00:00 — 58:26 — Тимо Пильмайер | Судьи: Тимоти Майер Константин Оленин Линейные судьи: Роман Кадерли Натан Ваностен |
|                                                       | Голы:                       |         |                                | Судьи: Тимоти Майер Константин Оленин Линейные судьи: Роман Кадерли Натан Ваностен |
| Виктор Стольберг — 02:00 (П. Закриссон, А. Бергстрём) | 1:0                         |         |                                | Судьи: Тимоти Майер Константин Оленин Линейные судьи: Роман Кадерли Натан Ваностен |
|                                                       |                             |         |                                | Судьи: Тимоти Майер Константин Оленин Линейные судьи: Роман Кадерли Натан Ваностен |
|                                                       |                             |         |                                | Судьи: Тимоти Майер Константин Оленин Линейные судьи: Роман Кадерли Натан Ваностен |
|                                                       |                             |         |                                | Судьи: Тимоти Майер Константин Оленин Линейные судьи: Роман Кадерли Натан Ваностен |
| 10 мин                                                | Штраф                       | 6 мин   |                                | Судьи: Тимоти Майер Константин Оленин Линейные судьи: Роман Кадерли Натан Ваностен |
|                                                       |                             |         |                                |                                                                                    |
|                                                       | 26                          | Броски  | 28                             |                                                                                    |

| 18 февраля 2018 12:10 | Германия | 2 : 1 (Б) (0:0, 1:0, 0:1, 0:0, 1:0) | Норвегия | Хоккейный центр Каннын Зрителей: 5534 |

| Отчёт | Отчёт                              | Отчёт | Отчёт                     | Отчёт                                                                             |
| --- | ---------------------------------- | --- | ------------------------- | --------------------------------------------------------------------------------- |
| |                                    | |                           |                                                                                   |
| | Данни аус ден Биркен — 00:00-65:00 | Вратари                                                                                                   | 00:00-65:00 — Ларс Хауген | Судьи: Марк Лемелин Ансси Салонен Линейные судьи: Джимми Дахмен Александр Отмахов |
| | Голы:                              | |                           | Судьи: Марк Лемелин Ансси Салонен Линейные судьи: Джимми Дахмен Александр Отмахов |
| Патрик Хагер (бол.) — 32:53 (Д. Кахун, Б. Мацек) Патрик Хагер (поб. бул.) — 65:00 Патрик Хагер Маттиас Плахта Доминик Кахун | 1:0 1:1 2:1 Буллиты:               | 45:19 — Александр Рейхенберг (Ю. Холёс, А. Бастиансен) Андерс Бастиансен Александр Рейхенберг Матис Олимб |                           | Судьи: Марк Лемелин Ансси Салонен Линейные судьи: Джимми Дахмен Александр Отмахов |
| |                                    | |                           | Судьи: Марк Лемелин Ансси Салонен Линейные судьи: Джимми Дахмен Александр Отмахов |
| |                                    | |                           | Судьи: Марк Лемелин Ансси Салонен Линейные судьи: Джимми Дахмен Александр Отмахов |
| |                                    | |                           | Судьи: Марк Лемелин Ансси Салонен Линейные судьи: Джимми Дахмен Александр Отмахов |
| 10 мин | Штраф                              | 55 мин |                           | Судьи: Марк Лемелин Ансси Салонен Линейные судьи: Джимми Дахмен Александр Отмахов |
| |                                    | |                           |                                                                                   |
| | 38                                 | Броски | 29                        |                                                                                   |

Квалификация плей-офф
| 20 февраля 2018 21:10 | Швейцария | 1 : 2 (OT) (0:1, 1:0, 0:0, 0:1) | Германия | Квандон Хоккей Центр Зрителей: 2878 |

| Отчёт                                     | Отчёт                      | Отчёт                                                                                                | Отчёт                              | Отчёт                                                                         |
| ----------------------------------------- | -------------------------- | --- | ---------------------------------- | ----------------------------------------------------------------------------- |
|                                           |                            | |                                    |                                                                               |
|                                           | Йонас Хиллер — 00:00-60:26 | Вратари                                                                                              | 00:00-60:26 — Данни аус ден Биркен | Судьи: Ян Грибик Линус Элунд Линейные судьи: Фрейзер Макинтайр Ханну Сормунен |
|                                           | Голы:                      | |                                    | Судьи: Ян Грибик Линус Элунд Линейные судьи: Фрейзер Макинтайр Ханну Сормунен |
| Симон Мозер — 23:40 (А. Амбюль, П. Зутер) | 0:1 :1 1:2                 | 01:19 — Леонард Пфёдерль (бол.) (Ф. Хёрдлер, П. Хагер) 60:26 — Янник Зайденберг (Д. Кагун, Ф. Мауэр) |                                    | Судьи: Ян Грибик Линус Элунд Линейные судьи: Фрейзер Макинтайр Ханну Сормунен |
|                                           |                            | |                                    | Судьи: Ян Грибик Линус Элунд Линейные судьи: Фрейзер Макинтайр Ханну Сормунен |
|                                           |                            | |                                    | Судьи: Ян Грибик Линус Элунд Линейные судьи: Фрейзер Макинтайр Ханну Сормунен |
|                                           |                            | |                                    | Судьи: Ян Грибик Линус Элунд Линейные судьи: Фрейзер Макинтайр Ханну Сормунен |
| 29 мин                                    | Штраф                      | 12 мин                                                                                               |                                    | Судьи: Ян Грибик Линус Элунд Линейные судьи: Фрейзер Макинтайр Ханну Сормунен |
|                                           |                            | |                                    |                                                                               |
|                                           | 21                         | Броски                                                                                               | 25                                 |                                                                               |

Четвертьфинал
| 21 февраля 2018 21:10 | Швеция | 3 : 4 (ОТ) (0:2, 0:0, 3:1, 0:1) | Германия | Квандон Хоккей Центр Зрителей: 2092 |

| Отчёт | Отчёт                       | Отчёт | Отчёт                              | Отчёт                                                                              |
| --- | --------------------------- | --- | ---------------------------------- | ---------------------------------------------------------------------------------- |
| |                             | |                                    |                                                                                    |
| | Виктор Фаст — 00:00-61:30   | Вратари | 00:00-61:30 — Данни аус ден Биркен | Судьи: Марк Лемелин Алекси Рантала Линейные судьи: Мирослав Лхоцкий Натан Ваностен |
| | Голы:                       | |                                    | Судьи: Марк Лемелин Алекси Рантала Линейные судьи: Мирослав Лхоцкий Натан Ваностен |
| Антон Ландер — 46:25 (Р. Далин, Л. Умарк) Патрик Херсли (бол.) — 49:35 (Л. Умарк, М. Викстранд) Микаэль Викстранд— 51:37 (П. Закриссон) | 0:1 0:2 1:2 1:3 2:3 3:3 3:4 | 13:48 — Кристиан Эрхофф (бол.) (П. Хагер, Ф. Шюц) 14:17 — Марсель Нёбельс (М. Кинк) 48:28 — Доминик Кагун (Ф. Мауэр) 61:30 — Патрик Раймер (Я. Эхлиз, Д. Бойл) |                                    | Судьи: Марк Лемелин Алекси Рантала Линейные судьи: Мирослав Лхоцкий Натан Ваностен |
| |                             | |                                    | Судьи: Марк Лемелин Алекси Рантала Линейные судьи: Мирослав Лхоцкий Натан Ваностен |
| |                             | |                                    | Судьи: Марк Лемелин Алекси Рантала Линейные судьи: Мирослав Лхоцкий Натан Ваностен |
| |                             | |                                    | Судьи: Марк Лемелин Алекси Рантала Линейные судьи: Мирослав Лхоцкий Натан Ваностен |
| 4 мин | Штраф                       | 6 мин |                                    | Судьи: Марк Лемелин Алекси Рантала Линейные судьи: Мирослав Лхоцкий Натан Ваностен |
| |                             | |                                    |                                                                                    |
| | 34                          | Броски | 25                                 |                                                                                    |

Полуфинал
| 23 февраля 2018 21:10 | Канада | 3 : 4 (0:1, 1:3, 2:0) | Германия | Хоккейный центр Каннын Зрителей: 4057 |

| Отчёт | Отчёт                                 | Отчёт | Отчёт                              | Отчёт                                                                               |
| --- | ------------------------------------- | --- | ---------------------------------- | ----------------------------------------------------------------------------------- |
| |                                       | |                                    |                                                                                     |
| | Кевин Пулен — 00:00-57:38 57:51-58:24 | Вратари | 00:00-60:00 — Данни аус ден Биркен | Судьи: Йозеф Кубуш Тимоти Майер Линейные судьи: Фрейзер Макинтайр Александр Отмахов |
| | Голы:                                 | |                                    | Судьи: Йозеф Кубуш Тимоти Майер Линейные судьи: Фрейзер Макинтайр Александр Отмахов |
| Жильбер Брюле (бол.) — 28:17 (К. Ли, М. Норо) Мэт Робинсон — 42:42 (К. Томас, М. Рэймонд) Дерек Рой (бол.) — 49:42 (К. Ли, М. Норо) | 0:1 0:2 0:3 1:3 1:4 2:4 3:4           | 14:43 — Брукс Мацек (бол.) (Д. Кахун) 23:21 — Маттиас Плахта (П. Хагер) 26:49 — Франк Мауэр (М. Гоч, Д. Вольф) 32:31 — Патрик Хагер (бол.) (М. Плахта, Ф. Шютц) |                                    | Судьи: Йозеф Кубуш Тимоти Майер Линейные судьи: Фрейзер Макинтайр Александр Отмахов |
| |                                       | |                                    | Судьи: Йозеф Кубуш Тимоти Майер Линейные судьи: Фрейзер Макинтайр Александр Отмахов |
| |                                       | |                                    | Судьи: Йозеф Кубуш Тимоти Майер Линейные судьи: Фрейзер Макинтайр Александр Отмахов |
| |                                       | |                                    | Судьи: Йозеф Кубуш Тимоти Майер Линейные судьи: Фрейзер Макинтайр Александр Отмахов |
| 33 мин | Штраф                                 | 12 мин |                                    | Судьи: Йозеф Кубуш Тимоти Майер Линейные судьи: Фрейзер Макинтайр Александр Отмахов |
| |                                       | |                                    |                                                                                     |
| | 31                                    | Броски | 15                                 |                                                                                     |

Финал
| 25 февраля 2018 13:10 | Олимпийские спортсмены из России | 4 : 3 (ОТ) (1:0, 0:1, 2:2, 1:0) | Германия | Хоккейный центр Каннын Зрителей: 5075 |

| Отчёт | Отчёт                                      | Отчёт | Отчёт                            | Отчёт                                                                            |
| --- | ------------------------------------------ | --- | -------------------------------- | -------------------------------------------------------------------------------- |
| |                                            | |                                  |                                                                                  |
| | Василий Кошечкин — 00:00—58:37 59:04—69:40 | Вратари | 00:00—69:40 Данни аус ден Биркен | Судьи: Марк Лемелин Алекси Рантала Линейные судьи: Джимми Дахмен Сакари Суоминен |
| | Голы:                                      | |                                  | Судьи: Марк Лемелин Алекси Рантала Линейные судьи: Джимми Дахмен Сакари Суоминен |
| Вячеслав Войнов — 19:59 (Н.Гусев, К.Капризов) Никита Гусев — 53:21 (К.Капризов, П.Дацюк) Никита Гусев (мен.) — 59:04 (А.Зуб, К.Капризов) Кирилл Капризов (бол.) — 69:40 (В.Войнов, Н.Гусев) | 1:0 1:1 2:1 2:2 2:3 :3 4:3                 | 29:32 — Феликс Шютц (Б.Мацек, П.Хагер) 53:31 — Доминик Кахун (Ф.Мауэр, Я.Элиц) 56:44 — Йонас Мюллер (Ф.Хёрдлер, Я.Элиц) |                                  | Судьи: Марк Лемелин Алекси Рантала Линейные судьи: Джимми Дахмен Сакари Суоминен |
| |                                            | |                                  | Судьи: Марк Лемелин Алекси Рантала Линейные судьи: Джимми Дахмен Сакари Суоминен |
| |                                            | |                                  | Судьи: Марк Лемелин Алекси Рантала Линейные судьи: Джимми Дахмен Сакари Суоминен |
| |                                            | |                                  | Судьи: Марк Лемелин Алекси Рантала Линейные судьи: Джимми Дахмен Сакари Суоминен |
| 4 мин | Штраф                                      | 6 мин |                                  | Судьи: Марк Лемелин Алекси Рантала Линейные судьи: Джимми Дахмен Сакари Суоминен |
| |                                            | |                                  |                                                                                  |
| | 30                                         | Броски | 25                               |                                                                                  |

Итог: По результатам олимпийского хоккейного турнира мужская сборная Германии завоевала серебряные медали.